# Camille Mather
Pour les articles homonymes, voir Mather.
Camille Mildred Mather (16 mars 1912-30 septembre 2008) est une femme politique canadienne de la Colombie-Britannique. Elle est députée provinciale social-démocrate de la circonscription britanno-colombienne de Delta de 1960 à 1963.

## Biographie
Né à Victoria en Colombie-Britannique, Mather étudie en soins infirmiers au Royal Columbian Hospital (en) de New Westminster avec des cours de spécialisation en psychiatrie. 
Elle entame une carrière publique durant les années 1950 en siégeant en tant que conseillère municipale de Burnaby. Elle est également directrice de la Burnaby Hospital (en) et membre de la Metropolitan Health Board. Mather demeure active dans les campagnes contre les essais nucléaires.
Mather meurt à Surrey en septembre 2008 à l'âge de 96 ans.